# Clinical and Experimental Dermatology
Clinical and Experimental Dermatology, abgekürzt Clin. Exp. Dermatol., ist eine wissenschaftliche Fachzeitschrift, die vom Wiley-Blackwell-Verlag im Auftrag der British Association of Dermatologists veröffentlicht wird. Die Zeitschrift erscheint mit acht Ausgaben im Jahr. Es werden Arbeiten aus allen Bereichen der Dermatologie veröffentlicht.
Der Impact Factor lag im Jahr 2014 bei 1,092. Nach der Statistik des ISI Web of Knowledge wird das Journal mit diesem Impact Factor in der Kategorie Dermatologie an 45. Stelle von 63 Zeitschriften geführt.